# Ковачићи (Олово)
Ковачићи су насељено мјесто у општини Олово, Босна и Херцеговина.

## Становништво
|             | 2013.        | 1991.         | 1981.         | 1971.         |
| Укупно      | 194 (100,0%) | 317 (100,0%)  | 278 (100,0%)  | 225 (100,0%)  |
| Бошњаци     | 194 (100,0%) | 316 (99,68%)1 | 271 (97,48%)1 | 225 (100,0%)1 |
| Остали      | –            | 1 (0,315%)    | –             | –             |
| Југословени | –            | –             | 7 (2,518%)    | –             |

1. 1 На пописима од 1971. до 1991. Бошњаци су пописивани углавном као Муслимани.